# Liste des partis communistes
 (juillet 2023).
 (22 juin 2019).
Il existe de nos jours un grand nombre de partis communistes actifs dans divers pays du monde. Divers groupes, dès le XIXe siècle, ont utilisé l'appellation communiste, le premier étant la Ligue des communistes. C'est cependant au XXe siècle que le nom s'est largement diffusé, à la suite de la révolution d'Octobre en Russie : les bolcheviks, s'étant rebaptisés du nom de Parti communiste, créent en 1919 l'Internationale communiste (dite également Troisième Internationale ou Komintern), bientôt renforcé de partis communistes apparus sur tous les continents, souvent par scission des partis socialistes ou sociaux-démocrates.
Certains partis communistes ont des noms tels que Parti socialiste, Socialist Workers' Party ou Parti des travailleurs. Les partis et organisations se réclamant du communisme défendent des orientations très différentes, et il en existe souvent plusieurs dans le même pays. Des partis communistes opposés à la ligne soviétique - relevant de la gauche communiste, puis plus tard du trotskisme - sont apparus dès l'entre-deux-guerres, mais les mouvements alignés sur l'URSS et suivant une ligne stalinienne étaient à la fois les plus nombreux et les plus importants.
Durant la guerre froide, après la rupture sino-soviétique, certains partis se sont alignés sur la république populaire de Chine en adoptant une ligne maoïste, les partis prosoviétiques demeurant cependant majoritaires. Depuis 1989, certains de ces partis ont changé de nom et ont renoncé au marxisme-léninisme tout en restant des partis à la gauche de la social-démocratie ; d'autres ont au contraire choisi de s'autodissoudre et de renaître sous la forme de partis de centre gauche. De nos jours, les partis s'affirmant toujours communistes et ouvriers sont pour certains rassemblés dans de nombreuses structures internationales d'opinions très diverses. Un certain nombre de partis communistes se réunissent, au niveau international, à l'occasion des Conférences internationales des partis communistes et ouvriers (réseau Solidnet). Au niveau de l'Union européenne, plusieurs d'entre eux participent au Parti de la gauche européenne.

## Chine
Le Parti communiste chinois (chinois simplifié : 中国共产党, chinois traditionnel : 中國共産黨, pinyin: Zhōngguó Gòngchǎndǎng) est le parti unique dirigeant la Chine. Fondé en juillet 1921 dans le quartier colonial français de Shanghai, il est dirigé de 1943 à 1976 par Mao Zedong. Depuis 2012, le président chinois Xi Jinping est également secrétaire général du Parti. Celui-ci constitue surtout une structure sociale dirigeant la Chine populaire à tous les niveaux. En 2020, il compte plus de 91 millions d'adhérents.

## Cuba
Le Parti communiste cubain ou PCC (en espagnol Partido communista de Cuba) a formellement été fondé en 1965. D'obédience marxiste, il dirige le pays depuis sa création et y est parti unique. Fidel Castro en est le secrétaire général depuis sa fondation jusqu'en 2011, date à laquelle il cède le poste à son frère Raúl Castro, déjà président depuis 2008.

## Corée du Nord
Le Parti du travail de Corée (en coréen : 조선로동당; nom également traduit par Parti des travailleurs de Corée, ou Parti des ouvriers coréens) est le principal parti en Corée du Nord. Dès sa fondation en 1946, il est dirigé par Kim Il-sung, jusqu'à sa mort en 1994. Il est dirigé ensuite par son fils Kim Jong-il et depuis 11 avril 2012 par Kim Jong-un. L'idéologie officielle est celle du Juche. Il existe deux autres partis autorisés en Corée du Nord : le parti social-démocrate de Corée et le Parti Chondogyo-Chong-u, mais leur rôle est moins important : les trois partis sont réunis au sein d'une coalition, le Front démocratique pour la réunification de la patrie, dominée par le Parti du travail, dont la constitution garantit le rôle dirigeant.

## Laos
Le Parti révolutionnaire populaire lao (lao : Phak Pasason Pativat Lao) est le parti communiste du Laos. Depuis 1975, il est le seul parti politique autorisé dans le pays. Les organes décisionnels sont le Politburo et le Comité central. Un Congrès, élisant les membres du Politburo et du comité central, se tient tous les cinq ans. Le Congrès élisait également un secrétariat, mais cet organe a été supprimé en 1991. Le parti trouve ses origines dans le Parti communiste indochinois fondé par Hô Chi Minh en 1930 (voir parti communiste vietnamien). En février 1972, à l'occasion du deuxième Congrès du parti, le nom de Parti du peuple lao fut remplacé par « Parti révolutionnaire populaire lao ».

## Vietnam
Le Parti communiste vietnamien (Đảng Cộng Sản Việt Nam) est le parti au pouvoir au Viêt Nam. Il suit le modèle marxiste-léniniste. Le parti est fondé en 1931 sous le nom de Parti communiste indochinois (PCI). Le PCI crée ensuite en 1941 la ligue Viet Minh animer son combat pour l'indépendance du Viêt Nam. Les communistes vietnamiens au Nord, dont Hô Chi Minh, annoncent la dissolution du PCI, le 11 novembre 1945, pour des raisons tactiques. Le parti continue néanmoins d'exister dans les faits, en tant qu'organe dirigeant du Viêt Minh. Il est reconstitué en 1951 sous le nom de Parti des travailleurs du Viêt Nam. Il prend son nom actuel en 1976.

## Partis d'anciens États communistes ou partis dissous

### Albanie
Le Parti du travail d'Albanie (précédemment Parti communiste d'Albanie) a été le parti unique de la république populaire d'Albanie de la proclamation de celle-ci en 1946 à 1991.

### Bulgarie
Le Parti communiste bulgare est parti unique sous la république populaire de Bulgarie.

### Cambodge
Le Parti communiste du Kampuchéa, organe dirigeant des Khmers rouges, est au pouvoir sous le régime du Kampuchéa démocratique. Le Parti révolutionnaire du peuple du Kampuchéa est parti unique sous le régime de la république populaire du Kampuchéa, de 1979 à 1991.

### Hongrie
Le Parti des communistes de Hongrie, au pouvoir sous la république des conseils de Hongrie (1919), est revenu au pouvoir après la Seconde Guerre mondiale. Il devient le Parti des travailleurs hongrois en absorbant les autres partis politiques, puis est parti unique de la république populaire de Hongrie. En 1956, après l'insurrection de Budapest, le parti des travailleurs devient le Parti socialiste ouvrier hongrois.

### Indonésie
Né à l'époque de la colonisation néerlandaise, le Parti communiste indonésien a été l'un des partis communistes les plus puissants d'Asie jusqu'à son interdiction et son anéantissement lors des massacres de 1965.

### Iran
Le Tudeh (en persan : حزب توده ایران, Hezb-e Tudeh-ye Iran), traduit par « Parti des masses d'Iran » est un parti communiste iranien fondé en 1941. Il a eu des relations étroites avec le Parti communiste de l'Union soviétique. Malgré sa répression sous le régime du Shah c'était un parti politique majeur en Iran avant les purges ayant eu lieu au début de l'existence de la république islamique d'Iran sous la direction de Khomeini.

### Mongolie
Le Parti du peuple mongol a été le parti unique de la République populaire mongole de 1924 à 1992 ; il s'est aujourd'hui rebaptisé Parti du peuple mongol et a opté pour le socialisme démocratique.

### Pologne
- Le Parti communiste de Pologne, créé en 1918, illégal en Pologne en 1919, est dissous par Staline en 1938. Il est brièvement recréé illégalement en 1965. Il existe de nouveau depuis 2002.
- Le Parti ouvrier polonais a été créé en 1942 à l'initiative de Staline. Il fusionne en 1948 avec le Parti socialiste polonais.
- Le Parti ouvrier unifié polonais, créé en 1948, est issu de la fusion du Parti ouvrier polonais et du Parti socialiste polonais. Il dirige la république populaire de Pologne de 1948 à 1989.

### Roumanie
Le Parti communiste roumain (Parti des travailleurs roumains de 1948 à 1965) est parti unique sous la république socialiste de Roumanie.

### Allemagne de l'Est
Le Sozialistische Einheitspartei Deutschlands (SED, Parti socialiste unifié d'Allemagne), fut le principal parti politique de la RDA. Issu de la fusion forcée du SPD et du KPD en 1946, il était le parti du pouvoir est-allemand, sa prédominance ayant même été inscrite dans la constitution en 1968. Rebaptisé SED/PDS en 1989.

### Somalie
Le parti socialiste révolutionnaire somalien (en somali : Xisbiga Hantiwadaagga Kacaanka Soomaaliyeed) est parti unique sous la République démocratique somalie à partir de 1976 et jusqu'à sa dissolution en 1991.

### Tchécoslovaquie
Le parti communiste tchécoslovaque (en tchèque : Komunistická strana Československa) était un parti politique tchécoslovaque d'extrême gauche, membre de l'Internationale communiste. Le parti adhéra au modèle soviétique, pratiquant, comme le PCUS, les mêmes méthodes de répression de ses adversaires de classe et d'idéologie. Ce parti régnait, de manière quasi absolue, en Tchécoslovaquie de 1948 à 1989.

### Tibet
Le parti communiste tibétain a été créé en 1939 par Phuntsok Wangyal, dans le Kham, province orientale du Tibet. En 1949, il a fusionné avec le Parti communiste chinois.

### Yougoslavie
La Ligue des communistes de Yougoslavie (ou parti communiste de Yougoslavie avant 1952) était le parti au pouvoir dans la république fédérale socialiste de Yougoslavie entre 1945 et 1991. La figure dominante de son histoire est Josip Broz Tito

### Union soviétique
Le Parti communiste de l'Union soviétique ou PCUS (en russe : Коммунисти́ческая Па́ртия Сове́тского Сою́за ou КПСС) était le seul parti politique en Union soviétique entre 1925 et 1991.

## Partis participant aujourd'hui au pouvoir

### Afrique du Sud
Le Parti communiste sud-africain (South African Communist Party ou SACP) a été fondé en 1921. Il est allié à l'ANC, au pouvoir depuis la fin de l'apartheid en 1994.

### Biélorussie
Le Parti communiste de Biélorussie est né en 1996 à la suite d'une scission avec le Parti de la gauche biélorusse « Un monde juste ». Contrairement au parti originel dont il s'est séparé, celui-ci est un soutien de poids du régime autocratique d'Alexandre Loukachenko et appartient à la majorité présidentielle. Il prône aussi une politique pro-russe.

### Brésil
Le parti communiste du Brésil (PCB) a été fondé le 25 mars 1922. Il a adhéré à la Troisième Internationale. Après la Seconde Guerre mondiale, le parti compte 150 000 membres. En 1948, il est mis hors la loi. Le 18 février 1962, le Partido Comunista do Brasil (PcdoB) est fondé. En 1964, une dictature militaire est instaurée. En Amazonie, le parti entame une guérilla. En 1985, la dictature militaire prend fin, le PCdoB redevient légal. En 2002 puis en 2006, le PCdoB soutient à nouveau la candidature à la présidence de Lula et cette fois avec succès. Il soutient également en 2010 Dilma Rousseff. Ces gouvernements n'ont cependant pas la majorité au sein du Parlement, et de nombreux états fédérés sont aux mains d'une coalition conservatrice.
Il existe également un parti communiste brésilien, issu d'une scission en 1962 et ne participant pas au pouvoir.

### Espagne
L'incapacité des partisans de l'IC à casser la direction réformiste amène la majeure partie de la Fédération des Jeunesses socialistes à décider de fonder elle-même le Parti communiste espagnol le 15 avril 1920. Les membres de la Troisième Internationale cherchant encore à convaincre les militants du PSOE de les rejoindre, le Parti communiste ouvrier espagnol (1921) est fondé. Le 14 novembre 1921, le Parti communiste d'Espagne est fondé par une fusion entre ces deux partis membres de l'IC. Il doit son importance avant tout à la guerre d'Espagne, face à la mouvance anarchiste de la CNT jusque-là dominante à l'extrême-gauche. Depuis 1986, il fait partie de la coalition de gauche Izquierda Unida. Son secrétaire général est actuellement Enrique Santiago.

### Népal
Après une période de transition de 2006 à 2017, le Parti communiste du Népal (marxiste-léniniste unifié) et le Parti communiste unifié du Népal (maoïste) remportent les élections des deux chambres du Parlement en 2017-2018. La présidente du pays Bidya Devi Bhandari et le premier ministre Khadga Prasad Sharma Oli sont issus du premier. Ils fusionnent en 2018 pour former le Parti communiste du Népal.

### Pérou
Le parti communiste péruvien (en espagnol : Partido Comunista Peruano) a été fondé en 1928 par José Carlos Mariátegui. À l'origine nommé « Partido Socialista del Perú », il a été renommé en 1930 « Partido Comunista Peruano ».
Il se divise en 1963 entre pro-soviétiques (Unidad) et pro-chinois (Bandera Roja). La guerilla maoïste du Sentier lumineux d'Abimael Guzmán, très active de 1970 à l'arrestaion de Guzmán en 1992, se présentait comme le "parti communiste authentique". Lors des Élections générales de 2011, le PC-Unidad a fait partie de la coalition Gana Perú autour du parti nationaliste péruvien, qui l'a emportée en élisant à la présidence Ollanta Humala, tandis que le PC-Bandeja Roja n'a pas participé au scrutin.

### Syrie
Le Parti communiste syrien (arabe : الحزب الشيوعي السوري al-hizb ash-shuyū'ī as-sūrī) a été fondé en 1944. Il est membre du Front national progressiste mené par le Parti Baas, au pouvoir depuis 1963 (jusqu'en 2011, seuls les partis membres du Front sont autorisés). Il est divisé depuis 1986 entre deux factions Bakdash et Fayçal (du nom de leurs leaders respectifs), soutenant toutes deux le régime du président Bachar el-Assad.

### Uruguay
Le Parti communiste d'Uruguay (Partido Comunista de Uruguay, PCU) a été fondé en 1920, d'une scission du Parti socialiste d'Uruguay. Il fait partie depuis 1971 de la coalition du Front large. Interdit durant la dictature militaire de 1973 à 1985, il soutient les gouvernements des présidents Tabaré Vázquez (2005-2009 et 2015-2020) et José Mujica (2009-2015). Le Front large est la première force politique au parlement du pays depuis 1999.

### Venezuela
Le Parti communiste du Venezuela (Partido Comunista de Venezuela, PCV) est fondé en 1931. Il est resté illégal jusqu'en 1941, puis de 1948 à 1958, durant des périodes de dictature militaire de droite. Influencé par le castrisme, il s'oppose militairement au gouvernement de Rómulo Betancourt dans les années 1960. Amnistié et ayant subi des scissions, il devient ensuite une force politique marginale. Depuis 1998, il fait partie de la coalition soutenant le président Hugo Chávez et sa Révolution bolivarienne, puis son successeur Nicolás Maduro en 2013.

## Partis actuellement dans l'opposition

### Europe
Afin de coordonner au niveau européen les actions de partis se déclarant anticapitalistes (mais pas forcément communistes) a été fondé lors du congrès de Rome en mai 2004 le Parti de la gauche européene.

#### Albanie
Le Parti communiste albanais est l'un des successeurs (avec le Parti socialiste) de l'ancien Parti du travail d'Albanie (au pouvoir de 1946 à 1991). D'idéologie anti-révisionniste et hoxhaïste, son poids est marginal dans le paysage politique albanais.

#### Allemagne
Le KPD (Kommunistische Partei Deutschlands) désignait le Parti communiste d'Allemagne fondé en décembre 1918 autour de la ligue spartakiste, avec Rosa Luxemburg et Karl Liebknecht. La répression des révoltes de 1919 entraîne l'assassinat de nombreux militants et dirigeants du parti (voir : Révolution allemande).
À la suite de la division de l'Allemagne, le KPD se trouve divisé de fait :
- En RDA, sous pression stalinienne il fusionne avec le SPD pour former le SED (voir supra). À partir de 1989 et du multipartisme, le SED se transforme en PDS, il a convergé en 2007 dans Die Linke, au côté des sociaux-démocrates dissidents du WASG.
- En RFA, le KPD est interdit à partir de 1956. Des militants poursuivent une activité clandestine, mais à partir de 1970 les restes du KPD de RFA se divisent en de nombreuses scissions. En 2005, certains petits groupes se réclament comme étant le KPD, dont le DKP, fondé en 1968.

De nombreux autres partis, dont certains n'existent plus aujourd'hui, revendiquent ou ont revendiqué l'appellation de Parti communiste.

#### Belgique
Le Parti communiste de Belgique d'origine a disparu en 1989, lorsqu'il s'est scindé en deux partis, l'un francophone, le Parti communiste, et l'autre flamand, le Kommunistische Partij.
Le Parti du travail de Belgique - Partij van de Arbeid van België (PTB - PvdA) est un parti communiste unitaire (c'est-à-dire non divisé selon le clivage linguistique). Il est issu des mouvements contestataires étudiants de la fin des années 1960, d'abord à Louvain, puis en Flandre et dans toute la Belgique.

#### Bulgarie
Le Parti communiste de Bulgarie a été fondé en 1996 par d'anciens membres du Parti communiste bulgare, au pouvoir de 1946 à 1990. Il est membre de la Coalition pour la Bulgarie.

#### Chypre
Le Parti progressiste des travailleurs (AKEL) (en grec, Ανορθωτικό Κόμμα Εργαζόμενου Λαού, AKEΛ) est un parti politique chypriote, de type communiste. Au Parlement européen, il fait partie du groupe GUE/NGL. Créé en 1926, sous le nom de Parti communiste de Chypre (KKK), il devint illégal en 1931 (Chypre étant alors une colonie britannique). En 1941, les dirigeants de ce parti interdit fondèrent l'AKEL avec d'autres hommes politiques de gauche. En 2008, le communiste Dimítris Khristófias est élu président de Chypre ; il ne se représente pas en 2013, et le candidat soutenu par les communistes est battu par le candidat conservateur. Le parti AKEL est le second en nombre de sièges à la Chambre des représentants, derrière le DISY de droite.

#### Finlande
L'Alliance de Gauche (en finnois, Vasemmistoliitto) est un parti politique finlandais, plus à gauche que le Parti social-démocrate de Finlande. L'Alliance de Gauche est membre de l'Alliance de la Gauche verte nordique. Elle a été créée en 1990 à partir de l'ancien Parti communiste de Finlande, qui en constituait 90 % au départ. De 2011 à 2014, elle participe au gouvernement de coalition mené par le conservateur Jyrki Katainen.

#### France
Le Parti communiste français (PCF) a été fondé en 1920 au Congrès de Tours, lors de la scission de la SFIO.
Le Parti communiste révolutionnaire de France (PCRF) a été fondé en 2016.
Le Pôle de renaissance communiste en France (PRCF)
association fondé en 2004 à la suite d'une scission du Parti communiste français et se réclamant du marxisme-léninisme.
L'Union communiste (trotskiste) ou Lutte ouvrière abrégé LO fondé le 12 juin 1968 sous le nom Lutte ouvrière.
Le Nouveau Parti anticapitaliste ou NPA fondé le 5 février 2009, successeur de la Ligue communiste révolutionnaire.
Révolution Permanente ou RP est fondée en juin 2021 à l'issue d'un processus d'exclusion par le NPA. Le parti s'est notamment fait connaitre en présentant Anasse Kazib à l'élection présidentielle en 2022.
Le Parti communiste guadeloupéen fut fondée en 1957. Il est le continuateur de la fédération guadeloupéenne du Parti communiste français fondée en 1944.
Le Parti communiste martiniquais fut fondé en 1957. Il est le continuateur de la Région Martinique du Parti communiste français fondée en 1936.
Le Parti communiste réunionnais (PCR) est l'un des principaux partis politiques de La Réunion, département d'outre-mer français dans l'océan Indien. Il a été fondé par Paul Vergès en 1959 alors que le Parti communiste français incitait ses sections ultramarines à devenir complètement indépendantes de lui. Le programme du parti est au départ ouvertement autonomiste.

#### Grèce
Le Parti communiste grec ou KKE (en grec Κομμουνιστικό Κομμα Ελλάδας), a été fondé le 4 novembre 1918 en tant que SEKE (Σοσιαλιστικό Εργατικό Κόμμα Ελλάδας) par Abraham Benaroya. Lors de son deuxième Congrès, le SEKE décida de rejoindre la Troisième Internationale et devint le SEKE-K. Lors du Troisième Congrès extraordinaire de 1924, le SEKE-K devint le KKE et adopta le Marxisme-léninisme ainsi que le centralisme démocratique. En 1989, le KKE entra dans une large majorité de gauche, le Συνασπισμός της Αριστεράς και της Προόδου. Le Synaspismós était un début de réconciliation entre KKE et KKE de l'Intérieur dissident. Le fait que le Synaspismós ait décidé de former un gouvernement avec la Néa Démokratia de droite, afin d'empêcher le PASOK d'Andréas Papandréou de rester au pouvoir fut mal compris par ses électeurs. Le KKE s'est prononcé contre l'appartenance de la Grèce à la Communauté européenne et a aussi appelé à voter contre le traité de Maastricht ou l'élargissement de l'Union.

#### Italie
Le Parti communiste italien (PCI) était un parti politique italien, issu d'une scission de l'aile gauche du Parti socialiste italien au congrès de Livourne le 21 janvier 1921.
Il s'est dissous en janvier 1991 (le tournant de Bologne — en italien, la svolta) pour donner naissance à deux formations :
- le Parti démocratique de la gauche (PDS) de tendance social-démocrate, très majoritaire, aujourd'hui intégré au parti démocrate italien de centre-gauche ;
- le Parti de la refondation communiste (PRC) issue de l'aile gauche du parti, minoritaire.

Le Parti des communistes italiens (en italien, Partito dei Comunisti Italiani, PDCI) est né en 1998 d'une scission du Parti de la refondation communiste, alors que ce dernier était devenu hostile à l'alliance de l'Olivier — avant de revenir dans l'alliance baptisée L'Unione.
De nombreux autres groupes italiens, d'inégale importance, se sont réclamés du communisme. On peut notamment citer le Parti d'unité prolétarienne pour le communisme (né en 1974, disparu en 1984 par fusion avec le PCI) et Démocratie prolétarienne (né en 1975, disparu en 1991 par fusion au sein du Parti de la refondation communiste).

#### Lettonie
Le Parti socialiste de Lettonie (en letton, Latvijas Sociālistīskā partija, LSP ; en russe, Socialisticheskaya Partiya Latvii, SPL) est l'héritier du Parti communiste de Lettonie, branche régionale du PCUS interdite en 1991. Il a surtout pour électeurs des russophones et a fait partie de l'alliance PCTVL jusqu'en juin 2003. La plupart des membres du parti s'est retirée depuis leur succès aux élections du Saeima en 2002 (25 % des voix).

#### Malte
Le Parti communiste maltais (en maltais : Partit Komunista Malti) est né d'une scission avec le Parti travailliste maltais en 1969. Il a participé aux élections de 1987 où il a obtenu 0,1 % des voix. Son secrétaire général est Tony Vassallo.

#### Moldavie
Le Parti des communistes de la république de Moldavie (en roumain : Partidul Comuniştilor din Republica Moldova, PRMC) est le parti politique le plus important de la Moldavie depuis les élections de 1998. Il est l'héritier du Parti communiste de la république socialiste soviétique moldave. Le président Vladimir Voronin, les premiers ministres Vasile Tarlev, Zinaida Greceanîi et Vitalie Pîrlog, leurs gouvernements et le président du Parlement Marian Lupu sont membres du PCRM durant la période allant de 2001 à 2009. Depuis les élections législatives de juillet 2009, anticipées par suite de l'impossibilité de réunir une majorité suffisante pour réélire Voronin à la suite des élections d'avril 2009, le parti est dans l'opposition. Marian Lupu exerce la fonction de chef de l'État en attendant une nouvelle élection présidentielle, mais il a auparavant quitté le PC pour le parti démocrate de Moldavie social-démocrate et membre de la coalition majoritaire. Le PCRM souhaite un rapprochement économique et politique avec la fédération de Russie alors que d'autres partis moldaves, dont ceux aujourd'hui au pouvoir, souhaitent un rapprochement avec la Roumanie et l'Union européenne.

#### Pologne
Un Parti communiste polonais existe de nouveau depuis 2002, mais il est marginal.

#### Portugal
Le Parti communiste portugais (en portugais : Partido Comunista Português) a été fondé en 1921. Aux élections, il se présente depuis 1986 en coalition avec Les Verts au sein de la Coalition démocratique unitaire.

#### Royaume-Uni
Le Parti communiste de Grande-Bretagne historique, fondé en 1920, a disparu en 1991. Le Parti communiste britannique (en anglais, Communist Party of Britain) est le plus important parti communiste au Royaume-Uni, mais son influence est négligeable. En 2007, il avait un peu plus de 1 000 membres, et sa capacité à participer aux élections est donc très limitée. Il est néanmoins présent à la fois en Angleterre, en Écosse et au Pays de Galles.
Le Parti socialiste des travailleurs (Socialist Workers Party) est un parti politique trotskiste.

#### Russie
Le Parti communiste de la fédération de Russie est actuellement le premier parti d'opposition de Russie avec sa soixantaine de députés. Son chef, Guennadi Ziouganov a obtenu 12,5 % des voix à la présidentielle de 2004 en seconde position derrière le président russe sortant Vladimir Poutine. Ce parti doit faire face à une érosion continue d'un électorat qui ne croit plus en la vie politique et à la concurrence d'un nouveau parti, Rodina, créé par le Kremlin pour l'affaiblir.

#### Saint-Marin
La Refondation communiste saint-marinaise (en italien: Rifondazione Comunista Sammarinese) a succédé à l'ancien Parti communiste saint-marinais, sur le modèle du Parti de la refondation communiste italien. Elle est l'un des membres fondateurs du Parti de la gauche européenne.

#### Suisse
Le Parti suisse du travail (PdT) [en allemand Partei der Arbeit (PdA), en italien Partito del Lavoro (PdL) et en romanche Partida svizra de la Lavur (PdL)] est fondé en 1944, succédant au Parti communiste suisse d'avant guerre. Dans les cantons de Neuchâtel et de Vaud, il est connu sous le nom de Parti ouvrier et populaire (POP).

#### Tchéquie
Le Parti communiste de Bohême et Moravie (en tchèque : Komunistická strana Čech a Moravy, KSČM) est un parti politique tchèque, héritier du Parti communiste tchécoslovaque. C'est un parti membre du groupe Gauche unitaire européenne/Gauche verte nordique (GUE/NLG) au Parlement européen.

#### Ukraine
Le Parti communiste (Komunistychna Partia Ukraïny - KPU) fut le parti unique en Ukraine, comme en URSS, jusqu'en 1989. Il a existé entre 1897 et 1918 mais n'a pu organiser ses congrès qu'à partir de 1918. Après l'indépendance de l'Ukraine en 1991, le parti fut interdit à compter du 30 août 1991. Le Parti communiste réussit à se reformer le 19 juin 1993. Le Parti communiste de l'Ukraine (KPU) remporta alors la majorité relative aux élections législatives de 1994 et 1998 en obtenant plus de 100 députés. Aux élections de 2002, les électeurs le placèrent en 2e position, après le bloc « Notre Ukraine », obtenant près de 20 % des voix et 60 députés. Malgré des résultats électoraux inférieurs, il a ensuite participé à des coalitions qui ont soutenu le parti des régions de Viktor Ianoukovytch, au pouvoir à plusieurs reprises de 2004 à 2014. La cour d’appel administrative du district de Kiev interdit le parti en décembre 2015.

### Afrique

#### Algérie

Une affiche du PCA.

Le Parti communiste algérien (PCA), était un parti communiste en Algérie. Le PCA émergea en 1920 comme une extension du Parti communiste français (PCF) et devient finalement une entité séparée en 1936. En 1955, le parti fut interdit par les autorités françaises. Il s'orienta alors vers le mouvement de libération nationale. Le PCA obtint un statut légal en 1962, mais en 1964 il fut interdit et dissous. Les Algériens communistes se regroupèrent ensuite dans le Parti de l'avant-garde socialiste (PAGS). À la suite de l'évolution idéologique de ce mouvement, le Parti algérien pour la démocratie et le socialisme est créé en 1993, regroupant les militants continuant à se réclamer du communisme.

#### Tunisie
Le Parti communiste des ouvriers de Tunisie (PCOT) est un parti tunisien d'idéologie marxiste-léniniste. Il a été fondé clandestinement le 3 janvier 1986 par Hamma Hammami et Mohamed Kilani (ar). Il n'est légalisé que le 18 mars 2011, à la suite de la révolution tunisienne. Il est ensuite renommé Parti des travailleurs.

### Amérique

#### Canada
Le  Parti communiste du Canada  (en anglais : Communist Party of Canada) est un parti politique minoritaire au Canada sans représentation au parlement. Fondé en 1921, il est né de la fusion de divers groupes d'extrême gauche. C'est la branche canadienne du Komintern. D'abord illégal, il prit le nom de Workers' Party of Canada pour être légalisé en 1924 et prendre le nom de Communist Party of Canada (CPC).

##### Québec
Le Parti communiste du Québec (PCQ-PCC) fut fondé dans en 1965. Le PCQ était au départ la branche québécoise du Parti communiste canadien, le parti fut connu sous le nom de Parti ouvrier progressiste de 1941 à 1959, à la suite de son interdiction par les autorités provinciales (voir loi du cadenas).

#### Chili
Le Parti communiste du Chili (en espagnol : Partido Comunista de Chile) a été fondé en 1912 comme Parti Ouvrier Socialiste. Lors de sa troisième congrès en 1922 se joint à l'Internationale communiste. Hors-la-loi au Chili entre 1948 et 1958, ce n'est que plus tard, en 1970, qu'il accèdera au pouvoir lors de son union avec le Parti socialiste du Chili pour former l'Unité populaire chilienne. Il retombe dans l'illégalité en 1973 après le coup d'État du général Augusto Pinochet. Les membres du parti montent alors une organisation de guérilla; le parti redevient légal avec le retour de la démocratie en 1990. Le parti a notamment compté parmi ses membres Pablo Neruda, Violeta Parra et Víctor Jara.
Le Parti communiste révolutionnaire (en espagnol : Partido Comunista Revolucionario), parti pro-chinois, a été fondé en 1966. En 1984, il fut l'une des trois organisations fondatrices du Mouvement Révolutionnaire International. Il a été dissous à la suite de différends internes. Une section créa par la suite l'organisation communiste Recabarren en 1985.

#### États-Unis
Le Parti communiste des États-Unis d'Amérique (Communist Party of the United States of America, CPUSA) est un des groupes marxistes-léninistes des États-Unis. Pendant de nombreuses années (1959-2000), il fut dirigé par Gus Hall. L'ex-membre la plus connue du CPUSA est sans doute Angela Davis. Le parti est ensuite dirigé jusqu'en 2014 par Sam Webb, par John Bachtell jusqu'en 2019, puis par deux co-présidents : Rossana Cambron et Joe Sims. Depuis le début de la guerre froide et la période du maccarthysme, le CPUSA n'est plus qu'une formation marginale.
Le Parti socialiste des travailleurs (Socialist Workers Party) est un parti trotskiste, apparu en 1938.

### Asie

#### Inde
Le Parti communiste d'Inde est né en 1920 ; le Parti communiste d'Inde (marxiste) est apparu en 1964 en tant que scission pro-chinoise du premier, mais a pris ses distances vis-à-vis du maoïsme dès la fin des années 1960. Aucun des deux partis n'est jamais parvenu au pouvoir au niveau national, mais tous deux conservent un électorat important, et ont été au pouvoir à diverses époques dans plusieurs États de l'Inde. Les maoïstes radicaux, exclus du Parti communiste d'Inde (marxiste) en 1967, ont formé une série de groupes en menant une insurrection armée contre le gouvernement : les « naxalites » se réunissent depuis 2004 au sein du Parti communiste d'Inde (maoïste).

#### Israël
L'histoire du communisme palestinien puis israélien est longue et complexe. Elle s'incarne essentiellement à travers quatre organisations :
- le Parti communiste palestinien d'avant la création d'Israël ;
- le parti communiste palestinien d'après 1948, créé sur les restes de la section arabe extérieure aux frontières d'Israël ;
- le Maki, créé en Israël après 1948 par les militants juifs et arabes restés en Israël, et disparu en 1977 ;
- et enfin le Rakah, créé en 1965 par des dissidents du Maki, et qui a ensuite repris le nom de ce dernier parti.

#### Japon
Le Parti communiste japonais (nihonkyōsantō 日本共産党) a été fondé le 15 janvier 1922. Il fut interdit jusqu'à la fin de la Seconde Guerre mondiale. Durant la guerre, ce mouvement fut le seul parti politique à s'opposer fermement à la guerre. Aux élections législatives de septembre 2005, le Parti communiste japonais a obtenu 7,3 % des voix.

#### Liban
Plusieurs organisations se sont réclamées du communisme au Liban :
- le Parti communiste de la Syrie et du Liban, devenu avec l'indépendance en 1943 le Parti communiste libanais
- le Parti communiste de Jbeil (Liban)
- l'Organisation de l'action communiste au Liban (OACL)
- les Fractions armées révolutionnaires libanaises (FARL)

#### Kazakhstan
Plusieurs partis politiques se réclament du communisme au Kazakhstan :
- Le Parti communiste du Kazakhstan (Қазақстан Коммунистік партиясы), fondé en 1936 et qui a gouverné le pays au temps de l'ère soviétique ;
- Le Parti populaire communiste du Kazakhstan (Қазақстан коммунистік халық партия (ҚКХП)) qui a été fondé en 2004.

#### Népal
- D'autres PC existent au Népal, comme le Parti communiste du Népal (uni) et le Parti communiste du Népal (marxiste-léniniste) (ne pas confondre avec le Parti communiste du Népal (marxiste-léniniste unifié)).

### Océanie

#### Australie
Le Parti communiste d'Australie historique, fondé en 1920, a disparu en 1991 ; il existe de nos jours un autre Parti communiste d'Australie, né en 1971 sous le nom de Parti socialiste d'Australie par scission avec le Parti communiste de l'époque, et rebaptisé Parti communiste en 1996 après la disparition du parti d'origine. Il existe aussi Alternative socialiste, qui contrairement aux deux précédents partis, est d'inspiration trotskyste.

#### Nouvelle-Zélande
Le Parti communiste de Nouvelle-Zélande, fondé en 1921, a disparu en 1994, pour donner naissance à la Socialist Workers Organization, un parti trotskiste. Il existe différents petits groupes communistes néo-zélandais, dont le Parti communiste d'Aotearoa, qui regroupe d'anciens membres du PC historique.